# Make Way for the Motherlode
Make Way for the Motherlode é o primeiro álbum de Yo-Yo lançado em 19 de março de 1991. Foi lançado pela East West America/Atlantic Records e apresenta produção de Ice Cube, Sir Jinx e Del Tha Funkee Homosapien. O álbum foi um sucesso nas paradas da Billboard, alcançando a posição 75 na Billboard 200 e 5 na Top R&B/Hip-Hop Albums. Dois singles foram lançados, "You Can't Play with My Yo-Yo" e "What Can I Do?", ambos com a participação de Ice Cube. O álbum foi mais um sucesso crítico do que comercial, mas é geralmente considerado um dos melhores álbuns de hip-hop feminino de todos os tempos.

## Faixas
1. "Stand Up for Your Rights" com participação especial: Ricky Harris, Tamika Ingram , Threat - 1:00
2. "Stompin to tha 90's" - 4:07
3. "You Can't Play with My Yo-Yo" com participação especial: Ice Cube - 3:34
4. "Cube Gets Played" - :19
5. "Put a Lid on It" - 3:04
6. "What Can I Do?" com participação especial: Ice Cube - 4:13
7. "Dedication" com participação especial: LA Jay & Ricky Harris - :52
8. "Sisterland - 3:38
9. "The I.B.W.C. National Anthem" com participação especial: IBWC - 1:44
10. "Make Way for the Motherlode" - 3:47
11. "Tonight's The Night" com participação especial: Dazzie Dee - 3:38
12. "I Got Played" - 2:45
13. "Girl, Don't Be No Fool" - 4:40
14. "Ain't Nobody Better" - 4:22
15. "Outro" - :23
16. "More of What I Can Do" - 1:48